# HD 173791
HD 173791 är en ensam stjärna belägen i den norra delen av stjärnbilden Kikaren. Den har en skenbar magnitud av ca 5,80 och är svagt synlig för blotta ögat där ljusföroreningar ej förekommer. Baserat på parallaxmätning inom Hipparcosuppdraget på ca 9,1 mas, beräknas den befinna sig på ett avstånd på ca 360 ljusår (ca 110 parsek) från solen. Den rör sig bort från solen med en heliocentrisk radialhastighet på ca 10 km/s.

## Egenskaper
HD 173791 är en gul till vit jättestjärna av spektralklass G8 III, som till sist sannolikt kommer att utvecklas till en kol-syre-stjärna i form av en vit dvärg. Den har en massa som är ungefär lika med en solmassa, en radie som är ca 3 solradier och har en effektiv temperatur av ca 5 200 K.